# الیزابت بوگاش
الیزابت بوگاش (انگلیسی: Elizabeth Bogush؛ زادهٔ ۲۴ سپتامبر ۱۹۷۷) یک هنرپیشه تلویزیون و سینما اهل ایالات متحده آمریکا است. وی از سال ۱۹۹۳ میلادی تاکنون مشغول فعالیت بوده‌است.

## گزیدهٔ آثار

### سینما
- مربا (۲۰۰۶)

### تلویزیون
- ان‌سی‌آی‌اس: لس‌آنجلس (۲۰۱۴)
- کارشناسان سکس (۲۰۱۴–۲۰۱۳)
- منتالیست (۲۰۱۳)
- دو مرد و نصفی (۲۰۱۳)
- سی‌اس‌آی (۲۰۱۲)
- قواعد نامزدی (۲۰۱۲)
- آناتومی گری (۲۰۱۱)
- تئوری بیگ بنگ (۲۰۰۹)
- آشنایی با مادر (۲۰۰۵)
- بخش فوریت‌های پزشکی (۲۰۰۳)